# Dante Vanzeir
Dante Vanzeir (Beringen, 16 de abril de 1998) es un futbolista belga que juega de delantero en el K. A. A. Gante de la Primera División de Bélgica.

## Selección nacional
Vanzeir fue internacional sub-15, sub-16, sub-17, sub-18, sub-19 y sub-21 con la selección de fútbol de Bélgica.
Con la absoluta fue convocado por primera vez en noviembre de 2021, para la disputa de dos partidos de clasificación para la Copa Mundial de Fútbol de 2022 ante la selección de fútbol de Estonia y la selección de fútbol de Gales. Debutó en el segundo de ellos y se convirtió en el primer jugador del Royale Union Saint-Gilloise desde 1976 en jugar para la selección belga.

## Estadísticas

### Clubes
Actualizado al último partido disputado el 25 de febrero de 2024.
| Club                                  | Div.          | Temporada     | Liga  | Liga  | Liga   | Copas nacionales | Copas nacionales | Copas nacionales | Copas internacionales | Copas internacionales | Copas internacionales | Total | Total | Total  |
| Club                                  | Div.          | Temporada     | Part. | Goles | Asist. | Part.            | Goles            | Asist.           | Part.                 | Goles                 | Asist.                | Part. | Goles | Asist. |
| ------------------------------------- | ------------- | ------------- | ----- | ----- | ------ | ---------------- | ---------------- | ---------------- | --------------------- | --------------------- | --------------------- | ----- | ----- | ------ |
| K. R. C. Genk · Bélgica               | 1.ª           | 2016-17       | 1     | 0     | 0      | 1                | 0                | 0                | —                     | —                     | —                     | 2     | 0     | 0      |
| K. R. C. Genk · Bélgica               | 1.ª           | 2017-18       | 5     | 1     | 0      | 1                | 0                | 0                | —                     | —                     | —                     | 6     | 1     | 0      |
| K Beerschot VA · Bélgica              | 2.ª           | 2018-19       | 37    | 15    | 1      | 2                | 1                | 0                | —                     | —                     | —                     | 39    | 16    | 1      |
| K Beerschot VA · Bélgica              | Total club    | Total club    | 37    | 15    | 1      | 2                | 1                | 0                | 0                     | 0                     | 0                     | 39    | 16    | 1      |
| K. R. C. Genk · Bélgica               | 1.ª           | 2019-20       | 0     | 0     | 0      | 1                | 1                | 0                | —                     | —                     | —                     | 1     | 1     | 0      |
| K. R. C. Genk · Bélgica               | Total club    | Total club    | 6     | 1     | 0      | 3                | 1                | 0                | 0                     | 0                     | 0                     | 9     | 2     | 0      |
| KV Malinas · Bélgica                  | 1.ª           | 2019-20       | 18    | 3     | 1      | 0                | 0                | 0                | —                     | —                     | —                     | 18    | 3     | 1      |
| KV Malinas · Bélgica                  | Total club    | Total club    | 18    | 3     | 1      | 0                | 0                | 0                | 0                     | 0                     | 0                     | 18    | 3     | 1      |
| Royale Union Saint-Gilloise · Bélgica | 2.ª           | 2020-21       | 24    | 19    | 7      | 3                | 2                | 0                | —                     | —                     | —                     | 27    | 21    | 7      |
| Royale Union Saint-Gilloise · Bélgica | 1.ª           | 2021-22       | 35    | 15    | 9      | 1                | 1                | 0                | —                     | —                     | —                     | 36    | 16    | 9      |
| Royale Union Saint-Gilloise · Bélgica | 1.ª           | 2022-23       | 20    | 10    | 2      | 1                | 0                | 0                | 7                     | 2                     | 0                     | 28    | 12    | 2      |
| Royale Union Saint-Gilloise · Bélgica | Total club    | Total club    | 79    | 44    | 17     | 6                | 3                | 0                | 7                     | 2                     | 0                     | 91    | 49    | 18     |
| New York Red Bulls Estados Unidos     | 1.ª           | 2023          | 19    | 2     | 1      | 1                | 1                | 0                | 4                     | 2                     | 0                     | 24    | 5     | 1      |
| New York Red Bulls Estados Unidos     | 1.ª           | 2024          | 1     | 0     | 0      | 0                | 0                | 0                | —                     | —                     | —                     | 1     | 0     | 0      |
| New York Red Bulls Estados Unidos     | Total club    | Total club    | 20    | 2     | 1      | 1                | 1                | 0                | 4                     | 2                     | 0                     | 25    | 5     | 1      |
| Total carrera                         | Total carrera | Total carrera | 160   | 65    | 21     | 11               | 6                | 0                | 11                    | 4                     | 0                     | 182   | 75    | 21     |